# Catherine Delmas-Comolli
Pour les articles homonymes, voir Comolli.
Catherine Delmas-Comolli (née le 22 août 1948 à Versailles, France) est une haute fonctionnaire et dirigeante d'entreprise française. 
Après des études scientifiques et un passage par l'ENA, elle officie dans divers cabinets ministériels, avec comme domaine de prédilection les transports et l'outre-mer. Après un bref passage dans le privé, elle rentre dans le corps préfectoral en 1993. Elle est ensuite conseillère technique dans le cabinet du Premier ministre, repasse par le secteur privé pendant cinq ans, à un poste de direction générale, et revient dans la haute administration. 

## Biographie
Elle est la fille de René Delmas, polytechnicien et ingénieur en chef du corps des Mines, et de Jacqueline Chaudet. Elle suit ses études au lycée Saint-James de Neuilly-sur-Seine, puis au lycée Janson-de-Sailly de Paris.
Elle intègre ensuite l'École normale supérieure de Sèvres. En novembre 1968, elle épouse Jean-Dominique Comolli. Puis, elle poursuit ses études à l’École nationale de la statistique et de l'administration économique (ENSAE ParisTech), et à l’Institut d’études politiques de Paris.

### Début de carrière dans l’administration
Titulaire de l’agrégation de mathématiques, elle enseigne cette discipline au lycée Corneille de La Celle-Saint-Cloud de 1974 à 1978. Elle intègre ensuite l’École nationale d’administration (ENA), promotion Droits de l’Homme (1979-1981). 
À la sortie de l'ENA, elle devient chef de bureau à la Direction générale de l'Aviation civile, de 1981 à 1983, puis conseillère technique au cabinet du secrétaire d’État auprès du ministre de l’Urbanisme, du Logement et des Transports, chargé des Transports, Jean Auroux, de 1984 à 1986. 
Durant la cohabitation entre le président François Mitterrand et le premier ministre Jacques Chirac, elle est nommée à la Direction des transports terrestres, au ministère de l’Équipement, du Logement, de l'Aménagement du territoire et des Transports, et à la Direction de la flotte de commerce, au ministère de la Mer. Puis, elle revient en 1988 à la Direction générale de l'Aviation civile comme chargée de mission aux Affaires internationales.

### Premier passage dans le privé
En 1990 et 1991, elle devient directrice des études et stratégies dans une filiale du Groupe Bolloré, la Société d'Affrètement et Combustibles (SCAC), mettant à profit sa connaissance des transports. 
La SCAC est une société de services et de transports maritimes. Elle avait été acquise par Vincent Bolloré en 1986, peu avant que ce même entrepreneur décide d'acquérir la compagnie maritime Delmas, anciennement Delmas-Vieljeux, grâce à un combat de maîtrise de l'actionnariat contre Tristan Vieljeux. Ces deux acquisitions ont à l'époque constitué un virage stratégique dans l'histoire du Groupe Bolloré.

### Retour dans les équipes ministérielles et la préfectorale
De 1991 à 1993, elle est conseillère technique dans le cabinet du Premier ministre, Édith Cresson tout d'abord puis Pierre Bérégovoy.
En 1993, elle est nommée préfète, sans être directement responsable d'un territoire, puisqu'elle est chargée d'une mission de service public relevant du gouvernement. D'octobre 1993 à 1996, elle est préfète du Loir-et-Cher. Une autre femme l'avait précédée à ce poste, en 1981, Yvette Chassagne, la première femme préfète en France.
Puis elle devient provisoirement préfète hors-cadre, pour rejoindre à nouveau les équipes ministérielles de 1997 à 1998 à la suite du retour de la gauche au pouvoir. Elle devient en effet directrice-adjointe du cabinet de Jean-Pierre Chevènement. Elle est également membre du Conseil Supérieur de l'Aviation Marchande. Puis de 1998 à 2000, elle est Directrice des Affaires économiques, sociales et culturelles de l'Outre-Mer.

### Deuxième passage dans le privé
En l'an 2000, elle devient directrice générale de la SNC Lucien Barrière (Groupe Lucien Barrière, hôtellerie et casinos), succédant à Philippe Lazare qui rejoint Eurotunnel. 
De ce passage du public au privé, aux plus hautes responsabilités, elle dira plus tard avoir été « frappée par la distance entre les deux mondes, et surtout la méfiance (due à la méconnaissance) des cadres du privé envers l’administration ». 

### Retour dans le corps préfectoral
Elle retrouve la fonction publique, comme chargée de mission auprès du directeur de la modernisation et de l'action territoriale sur les débouchés des membres du corps préfectoral. Sa mission est annoncée par le ministre de l'Intérieur et de l'Aménagement du territoire, Nicolas Sarkozy, lors des vœux de ce dernier au corps préfectoral le 23 janvier 2006.
Puis en 2006, elle redevient elle-même préfète, dans le département des Ardennes. Elle y succède à Adolphe Colrat. C'est la première femme préfète dans ce département.  
En décembre 2006, quelques mois après sa prise de fonction, elle accueille Nicolas Sarkozy qui fait en Ardennes un déplacement en deux volets, d’une part en tant que ministre, d’autre part en tant que candidat à l'élection présidentielle de 2007, avec une phrase de Sarkozy sur « La France qui souffre » repris dans les médias,,.
Catherine Delmas-Comolli se mobilise sur le développement de l'emploi, dans un département marqué par la délocalisation de certaines activités industrielles. Le 19 mars 2007, elle signe avec le président du conseil général le « contrat de développement économique des Ardennes 2007-2013  ». Elle doit gérer la liquidation d'une entreprise ardennaise historique, les Ateliers Thomé-Génot, à Nouzonville, avec une forte tension sociale, et une occupation d'une usine qui contient des produits dangereux.
Catherine Delmas-Comolli est amenée ensuite à s’opposer à Claudine Ledoux, maire PS de Charleville-Mézières, à propos d’une expulsion que cette élue locale trouve particulièrement injuste ; selon des organisations telles qu’ATTAC ou Réseau éducation sans frontières, elle se montre intraitable sur l'application de la politique d'expulsion des étrangers en situation irrégulière décidée par le pouvoir exécutif.
En juin 2008, Catherine Delmas-Comolli devient préfète du département du Cher. 
À sa demande, elle est nommée préfète hors cadre en septembre 2011.

## Récompenses et distinctions

### Décorations
Chevalière de la Légion d'honneur (1999)